# UTC−05:00

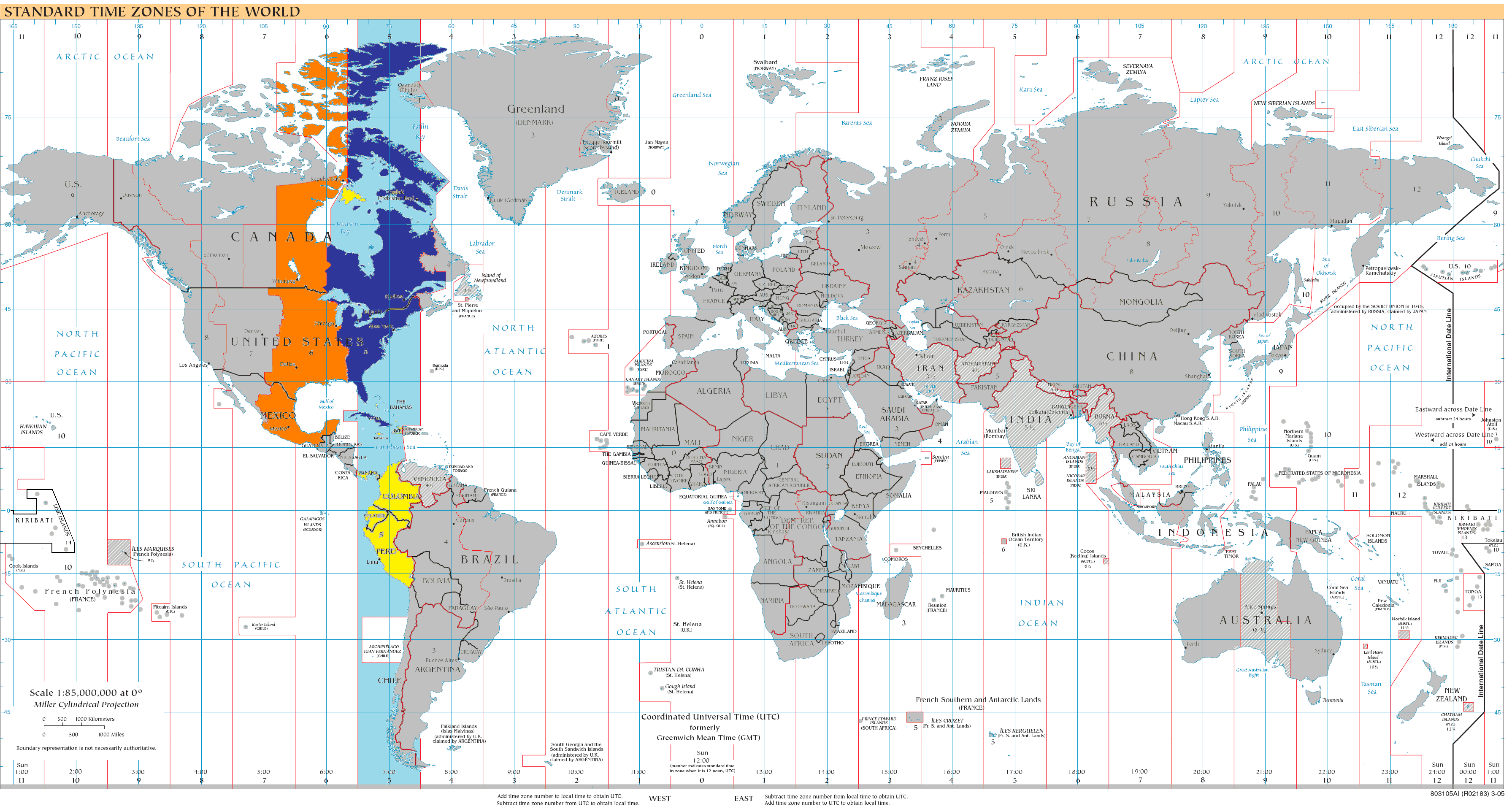
území, kde čas UTC-5 platí celoročně
území, kde čas UTC-5 platí sezónně v zimním období
území, kde čas UTC-5 platí sezónně v letním období
území, kde čas UTC-5 neplatí
mořské plochy spadající do pásma UTC-5
mořské plochy nespadající do pásma UTC-5
Poznámka: Stav k roku 2008

UTC−05:00 je zkratka a identifikátor časového posunu o -5 hodin oproti koordinovanému světovému času. Tato zkratka je všeobecně užívána.
Existují i jiné zápisy se stejným významem:
- UTC-5 — zjednodušený zápis odvozený od základního[1]
- R — jednopísmenné označení používané námořníky, které lze pomocí hláskovací tabulky převést na jednoslovný název (Romeo).[2]

Zkratka se často chápe ve významu časového pásma s tímto časovým posunem. Odpovídajícím řídícím poledníkem je pro tento čas 75° západní délky, čemuž odpovídá teoretický rozsah pásma mezi 67°30′ a 82°30′ západní délky.

## Jiná pojmenování
| zkratka | česky                   | anglicky                     | poznámka                                                                                                  | odkaz  |
| ACT     | čas Acre                | Acre Time                    | viz časová pásma v Brazílii                                                                               | [ 4 ]  |
| CDT     | centrální letní čas     | Central Daylight Time        | viz časová pásma v Kanadě, časová pásma v Mexiku, časová pásma v USA                                      | [ 5 ]  |
| CIST    | -                       | Cayman Islands Standard Time | neaplikuje se                                                                                             | [ 6 ]  |
| COT     | -                       | Colombia Time                | | [ 7 ]  |
| CST     | -                       | Cuba Standard Time           | | [ 8 ]  |
| EASST   | -                       | Easter Island Summer Time    | viz časová pásma v Chile                                                                                  | [ 9 ]  |
| ECT     | -                       | Ecuador Time                 | viz časová pásma v Ekvádoru                                                                               | [ 10 ] |
| EST     | východní standardní čas | Eastern Standard Time        | viz časová pásma v Kanadě, časová pásma v Mexiku, časová pásma ve Spojeném království, časová pásma v USA | [ 11 ] |
| PET     | -                       | Peru Time                    | | [ 12 ] |

## Úředně stanovený čas
Čas UTC−05:00 je používán na následujících územích, přičemž standardním časem se míní čas definovaný na daném území jako základní, od jehož definice se odvíjí sezónní změna času.

### Celoročně platný čas
- Brazílie — standardní čas platný na části území (stát Acre a část státu Amazonas)
- Ekvádor — standardní čas platný na většině území[p 5]
- Jamajka — standardní čas platný v tomto státě
- Kajmanské ostrovy (Spojené království) — standardní čas platný na tomto území
- Kanada — standardní čas platný na části území (část provincie Nunavut,[p 6])
- Kolumbie — standardní čas platný v tomto státě
- Mexiko — standardní čas platný na části území (Quintana Roo)
- Navassa (pod správou USA v rámci menších odlehlých ostrovů Spojených států amerických) — standardní čas platný na tomto neobydleném ostrově
- Panama — standardní čas platný v tomto státě
- Peru — standardní čas platný v tomto státě

### Sezónně platný čas
- Bahamy — standardní čas platný[p 7] v tomto státě
- Haiti — standardní čas platný[p 7] v tomto státě
- Chile — standardní čas platný[p 8] na části území (provincie Velikonočního ostrova)
- Kanada — standardní čas platný[p 7] na části území (část provincie Nunavut,[p 9] větší část provincie Ontario[p 10] a většina provincie Québec[p 11][14])
- Kanada — letní čas platný[p 7] na části území (Manitoba, část provincie Nunavut[p 12] a menší část provincie Ontario[p 13]) posunutý o hodinu oproti standardnímu času
- Kuba — standardní čas platný[p 7] v tomto státě
- Mexiko — letní čas platný[p 14] na části území[p 15] posunutý o hodinu oproti standardnímu času
- Spojené státy americké — standardní čas platný[p 16] na části území
- Spojené státy americké — letní čas platný[p 16] na části území posunutý o hodinu oproti standardnímu času
- Turks a Caicos (Spojené království) — standardní čas platný[p 7] na tomto území

## Neoficiální čas
V Kanadě se kromě zákonem stanovených území užívá tento v zimním období v okolí obcí Shebandowan a Upsala (Ontario) a v okolí městeček Atikokan, Pickle Lake a Eureka se používá po celý rok.
Svoji rezervaci původních národů u Velkého pstružího jezera (Big Trout Lake) Miškígogamangové nedělí 90. poledníkem a používají jednotně regulaci času pro území západně od něj a tento čas tedy jen v létě.